# Lorys Bourelly
Lorys Bourelly (Fort-de-France, 27 mei 1992) is een Frans zwemmer die is gespecialiseerd in de vrije slag.

## Carrière
Op de Wereldkampioenschappen zwemmen 2015 in Kazan zwom hij mee in de reeksen van de 4x100m vrije slag. In de finale van dit nummer behaalde Frankrijk de wereldtitel.

## Internationale toernooien
| Jaar | Olympische Spelen | WK langebaan                                                                                             | WK kortebaan                            | EK langebaan                                                            | EK kortebaan                                                                                                 |
| ---- | ----------------- | --- | --------------------------------------- | ----------------------------------------------------------------------- | --- |
| 2012 | geen deelname     | | 41e 100m vrije slag 25e 200m vrije slag | 22e 200m vrije slag · 4x100m vrije slag · Bourelly zwom enkel de series | geen deelname                                                                                                |
| 2013 |                   | 4e 4x200m vrije slag                                                                                     |                                         |                                                                         | 50e 50m vrije slag 37e 100m vrije slag 24e 200m vrije slag 4e 4x50m vrije slag Bourelly zwom enkel de series |
| 2014 |                   | | geen deelname                           | 20e 200m vrije slag 4e 4x200m vrije slag                                | |
| 2015 |                   | 4x100m vrije slag · Bourelly zwom enkel de series · 11e 4x200m vrije slag · 9e 4x100m vrije slag gemengd |                                         |                                                                         | 2-6 december 2015                                                                                            |

## Persoonlijke records
Bijgewerkt tot en met 23 oktober 2015
Kortebaan
| Afstand         | Tijd    | Datum            | Plaats      |
| --------------- | ------- | ---------------- | ----------- |
| 100m vrije slag | 49,12   | 21 november 2014 | Montpellier |
| 200m vrije slag | 1.46,22 | 23 november 2014 | Montpellier |

Langebaan
| Afstand         | Tijd    | Datum            | Plaats  |
| --------------- | ------- | ---------------- | ------- |
| 100m vrije slag | 49,03   | 3 april 2015     | Limoges |
| 200m vrije slag | 1.48,42 | 12 augustus 2015 | Moskou  |